# Список персонажів «Code Geass»
Це список персонажів аніме та манґи Code Geass. Дизайн персонажів розроблений Clamp

## Головні персонажі

Лелуш Ламперуж

Куруругі Судзаку

C.C.

### Лелуш Ламперуж
Лелуш Ламперуж (яп. ルルーシュ・ランペルージ) - студент академії Ашфорд і віце-президент студентської ради. Він абсолютний майстер в шахах. Живе разом зі своєю молодшою сестрою Наналлі в будинку академії. Пізніше виявляється, що Лелуш син імператора Британії і імператриці Маріани Британської, і таким чином є членом Королівської Сім'ї. Його справжнє ім'я Лелуш Британський (яп. ルルーシュ・ヴィ・ブリタニア). Він одинадцятий принц і сімнадцятий спадкоємець трону (до вбивства матері). Лелуш звинувачує свого батька в тому, що він убив його матір. У відповідь імператор позбавляє його статусу принца і відправляє до Японії, де Лелуш стає політичним заручником, а після окупації Японії змінює ім'я та переховується.
Лелуш випадково отримує Гіасс - силу, за допомогою якої можна віддати людині будь-який наказ, який вона виконає без питань.
Щоб створити могутню армію, яка битиметься проти Британії, Лелуш надягає чорну маску з плащем, і бере собі нове ім'я - Зеро (яп. ゼロ). Пізніше, він створює Орден Чорних лицарів. Лелуш готовий на все, щоб знищити Британію. Проте, йому важко виконувати свої плани, коли він бачить, що близькі йому люди страждають.
Сейю: Фукуяма Дзюн (В період дитинства Охара Саяка)

### Куруругі Судзаку
Куруругі Судзаку (яп. 枢木 スザク) - японець, який служить в британських військах. Найкращий і перший друг Лелуша. 
У 10-річному віці вбив свого батька, щоб покінчити з війною проти Британії. Хоче змінити Британську імперію зсередини. Волею долі, Судзаку стає пілотом експериментальної моделі Нічного Кошмару - робота Ланселота. Спочатку, Судзаку був рядовим, але протягом серіалу був просунутий до Майора, а потім до особистого охоронця принцеси Юфемії Британської. Закохується в принцесу і тому після її вбивства робить все, щоб упіймати Зеро, що йому вдається.
У другому сезоні Судзаку став Лицарем круглого столу. За упіймання Зеро Імператор зробив його членом своєї елітної гвардії.
Сейю: Сакурай Такахіро (В період дитинства Ватанабе Акено)

### C.C.
C.C. (яп. シー･ツー) - загадкова зеленоволоса дівчина, володіє надприродними здібностями, не вмирає після поранень в голову і розчленовування. Її можливості, походження і навіть приналежність до людської раси невідомі. Також неясні її цілі і мотиви. 
C.C. — мінімум сто років. Вона розповідає Лелушу про таких людей як Джордж Вашингтон та Бенджамін Франклін, ніби вона з ними давно знайома.
С.С. уклала контракт з Лелушем, по якому він отримав силу Гіасс, з тією умовою що він виконає її бажання. Спочатку вона пасивно стежить за місіями Лелуша. Проте з розвитком сюжету приймає все активніші дії на його стороні. Говорить про себе як про украй корисливу людину, виправдовуючи свою допомогу Лелушу тим, що він потрібний для її інтересів. Раніше укладала контракт як мінімум з однією людиною. Проте, він не зміг впоратися з силою Гіасса і був не в змозі виконати бажання С.С.
Сейю: Юкана

### Каллен Стадтфелд

Каллен Стадтфелд

Каллен Стадтфелд (яп. カレン・シュタットフェルト) - наполовину японка, наполовину британка, студентка академії Ашфорд. 
Разом з братом діяла в групі терористів. Коли з'явився Зеро, вона думала, що він — псих. Але з часом, коли побачила, що з їх союзу почало виходити, зрозуміла, що без Зеро, японці — нічого не зможуть зробити. Незабаром почала проявляти до нього теплі почуття. В академії, Каллен здогадувалася, що Лелуш насправді Зеро. 
Вона живе разом зі своєю мачухою, і справжньою матір'ю, яка працює служницею в особняку. Раніше, Каллен не розуміла, чому її справжня мати залишається з нею в будинку. Але потім дізналася, що вона робить це ради неї. Але тільки вона зрозуміла це, як її матір засудили до 20 років ув'язнення за вживання наркотиків
Сейю: Косімізу Амі

### Наналлі Ламперуж

Наналлі Ламперуж

Наналлі Ламперуж (яп. ナナリー・ランペルージ) - молодша сестра Лелуша. Коли їй було всього 6 років, на її матір зробили замах. Наналлі отримала серйозну травму, і більше не може ходити і бачити. Після цього, її і брата вислали до Японії, як політичних заручників. Можливо, коли б не вона, Лелуш і Судзаку ніколи б не здружилися. 
Наналлі разом з братом живе в академії Ашфорд. Зазвичай вона сидить разом зі своєю покоївкою Сайоко і робить оригамі. 
Двічі піддавалася викраданню з боку противників. Другий раз закінчився тим, що її доставили до Імператора, який призначив її губернатором Зони 11 замість чергової жертви Лелуша.
Сейю: Назука Каорі

### Роло Ламперуж

Роло Ламперуж

Роло Ламперуж (яп. ロロ・ランペルージ) - молодший брат Лелуша. Як з'ясовується в 4-ій серії другого сезону, Ролло — спеціально направлений в Академію вбивця, що також володіє гіассом, для того, щоб під виглядом брата Лелуша стежити за його, Лелуша пересуваннями і в тому випадку, якщо до нього повернеться пам'ять — вбити.
Сейю: Мідзусіма Такахіро

## Академія Ашфорд

### Ширлі Фенетт

Ширлі Фенетт

Ширлі Фенетт (яп. シャーリー・フェネット) - член студентської ради. Зазвичай, вона весь час лає Лелуша, за те що він витрачає свій «геніальний розум» на азартні ігри. Але насправді вона дуже в нього закохана. 
Її батько загинув під час атаки терористів, що почалася за наказом Зеро, і Ширлі впала у відчай. Після цього, її знайшла Вілетта Ну, яка проводила власне розслідування по з'ясуванню особи Зеро, і показала фотографію того, хто може бути Зеро. На фотографії був зображений Лелуш. Ширлі захотіла сама переконатися в цьому, і змогла підтвердити своє припущення. Після цього, вона ледве не вбила Лелуша. Лелуш використав гіасс на ній, і знищив Ширлі пам'ять, щоб вона не мучилася.
Сейю: Орікаса Фуміко

### Міллі Ашфорд
Міллі Ашфорд (яп. ミレイ・アッシュフォード) -онучка директора академії, Рубена До. Ашфорда, і президент шкільної ради. Вона дуже любить дратувати Ширлі, і особливо говорити їй про її головну слабкість - Лелуша. Одна з небагатьох, хто знає справжню особу Лелуша. Її сім'я була союзниками матері Лелуша, і допомогла Лелушу та Наналлі змінити прізвище, і дати їм нове життя. Сім'я Ашфорд хоче відновити свій статус аристократів, тому у них є два вибору: розкрити таємницю Лелуша та Наналлі, або видати дітей за людей з благородних сімей. Вони вибирають останнє, і тепер Міллі повинна вийти заміж за графа Ллойда Асплунда. Також, її дід і дід Ніни працювали разом, розробляючи Нічних Кошмарів серії «Ганімед».

### Ріваль Кардемонд
Рівал Кардемонд (яп. リヴァル・カルデモンド) - інший член шкільної ради, і також товариш Лелуша. Він часто ходить з ним - грає в шахи з аристократами на гроші, їздять на байці. Ріваль дуже швидко подружився з Судзаку, коли той врятував життя Лелушу. Поза школою, Ріваль працює барменом.
Сейю: Саяка Охара